# Simulium adventicium
Simulium adventicium es una especie de insecto del género Simulium, familia Simuliidae, orden Diptera.
Fue descrita científicamente por Datta en 1985.